# Schackdiagram
Den här artikeln använder algebraisk schacknotation för att beskriva schackdragen.
|   | a | b | c | d | e | f | g | h |   |
| 8 | a8 svart torn · c8 svart löpare · f8 svart torn · g8 svart kung · a7 svart bonde · b7 svart bonde · d7 svart bonde · e7 svart bonde · f7 svart bonde · h7 svart bonde · f6 svart löpare · g6 svart bonde · a5 svart drottning · d4 svart springare · e4 vit bonde · h4 vit drottning · b3 vit löpare · c3 vit springare · e3 vit löpare · a2 vit bonde · b2 vit bonde · c2 vit bonde · f2 vit bonde · g2 vit bonde · h2 vit bonde · a1 vit torn · f1 vit torn · g1 vit kung | a8 svart torn · c8 svart löpare · f8 svart torn · g8 svart kung · a7 svart bonde · b7 svart bonde · d7 svart bonde · e7 svart bonde · f7 svart bonde · h7 svart bonde · f6 svart löpare · g6 svart bonde · a5 svart drottning · d4 svart springare · e4 vit bonde · h4 vit drottning · b3 vit löpare · c3 vit springare · e3 vit löpare · a2 vit bonde · b2 vit bonde · c2 vit bonde · f2 vit bonde · g2 vit bonde · h2 vit bonde · a1 vit torn · f1 vit torn · g1 vit kung | a8 svart torn · c8 svart löpare · f8 svart torn · g8 svart kung · a7 svart bonde · b7 svart bonde · d7 svart bonde · e7 svart bonde · f7 svart bonde · h7 svart bonde · f6 svart löpare · g6 svart bonde · a5 svart drottning · d4 svart springare · e4 vit bonde · h4 vit drottning · b3 vit löpare · c3 vit springare · e3 vit löpare · a2 vit bonde · b2 vit bonde · c2 vit bonde · f2 vit bonde · g2 vit bonde · h2 vit bonde · a1 vit torn · f1 vit torn · g1 vit kung | a8 svart torn · c8 svart löpare · f8 svart torn · g8 svart kung · a7 svart bonde · b7 svart bonde · d7 svart bonde · e7 svart bonde · f7 svart bonde · h7 svart bonde · f6 svart löpare · g6 svart bonde · a5 svart drottning · d4 svart springare · e4 vit bonde · h4 vit drottning · b3 vit löpare · c3 vit springare · e3 vit löpare · a2 vit bonde · b2 vit bonde · c2 vit bonde · f2 vit bonde · g2 vit bonde · h2 vit bonde · a1 vit torn · f1 vit torn · g1 vit kung | a8 svart torn · c8 svart löpare · f8 svart torn · g8 svart kung · a7 svart bonde · b7 svart bonde · d7 svart bonde · e7 svart bonde · f7 svart bonde · h7 svart bonde · f6 svart löpare · g6 svart bonde · a5 svart drottning · d4 svart springare · e4 vit bonde · h4 vit drottning · b3 vit löpare · c3 vit springare · e3 vit löpare · a2 vit bonde · b2 vit bonde · c2 vit bonde · f2 vit bonde · g2 vit bonde · h2 vit bonde · a1 vit torn · f1 vit torn · g1 vit kung | a8 svart torn · c8 svart löpare · f8 svart torn · g8 svart kung · a7 svart bonde · b7 svart bonde · d7 svart bonde · e7 svart bonde · f7 svart bonde · h7 svart bonde · f6 svart löpare · g6 svart bonde · a5 svart drottning · d4 svart springare · e4 vit bonde · h4 vit drottning · b3 vit löpare · c3 vit springare · e3 vit löpare · a2 vit bonde · b2 vit bonde · c2 vit bonde · f2 vit bonde · g2 vit bonde · h2 vit bonde · a1 vit torn · f1 vit torn · g1 vit kung | a8 svart torn · c8 svart löpare · f8 svart torn · g8 svart kung · a7 svart bonde · b7 svart bonde · d7 svart bonde · e7 svart bonde · f7 svart bonde · h7 svart bonde · f6 svart löpare · g6 svart bonde · a5 svart drottning · d4 svart springare · e4 vit bonde · h4 vit drottning · b3 vit löpare · c3 vit springare · e3 vit löpare · a2 vit bonde · b2 vit bonde · c2 vit bonde · f2 vit bonde · g2 vit bonde · h2 vit bonde · a1 vit torn · f1 vit torn · g1 vit kung | a8 svart torn · c8 svart löpare · f8 svart torn · g8 svart kung · a7 svart bonde · b7 svart bonde · d7 svart bonde · e7 svart bonde · f7 svart bonde · h7 svart bonde · f6 svart löpare · g6 svart bonde · a5 svart drottning · d4 svart springare · e4 vit bonde · h4 vit drottning · b3 vit löpare · c3 vit springare · e3 vit löpare · a2 vit bonde · b2 vit bonde · c2 vit bonde · f2 vit bonde · g2 vit bonde · h2 vit bonde · a1 vit torn · f1 vit torn · g1 vit kung | 8 |
| 7 | a8 svart torn · c8 svart löpare · f8 svart torn · g8 svart kung · a7 svart bonde · b7 svart bonde · d7 svart bonde · e7 svart bonde · f7 svart bonde · h7 svart bonde · f6 svart löpare · g6 svart bonde · a5 svart drottning · d4 svart springare · e4 vit bonde · h4 vit drottning · b3 vit löpare · c3 vit springare · e3 vit löpare · a2 vit bonde · b2 vit bonde · c2 vit bonde · f2 vit bonde · g2 vit bonde · h2 vit bonde · a1 vit torn · f1 vit torn · g1 vit kung | a8 svart torn · c8 svart löpare · f8 svart torn · g8 svart kung · a7 svart bonde · b7 svart bonde · d7 svart bonde · e7 svart bonde · f7 svart bonde · h7 svart bonde · f6 svart löpare · g6 svart bonde · a5 svart drottning · d4 svart springare · e4 vit bonde · h4 vit drottning · b3 vit löpare · c3 vit springare · e3 vit löpare · a2 vit bonde · b2 vit bonde · c2 vit bonde · f2 vit bonde · g2 vit bonde · h2 vit bonde · a1 vit torn · f1 vit torn · g1 vit kung | a8 svart torn · c8 svart löpare · f8 svart torn · g8 svart kung · a7 svart bonde · b7 svart bonde · d7 svart bonde · e7 svart bonde · f7 svart bonde · h7 svart bonde · f6 svart löpare · g6 svart bonde · a5 svart drottning · d4 svart springare · e4 vit bonde · h4 vit drottning · b3 vit löpare · c3 vit springare · e3 vit löpare · a2 vit bonde · b2 vit bonde · c2 vit bonde · f2 vit bonde · g2 vit bonde · h2 vit bonde · a1 vit torn · f1 vit torn · g1 vit kung | a8 svart torn · c8 svart löpare · f8 svart torn · g8 svart kung · a7 svart bonde · b7 svart bonde · d7 svart bonde · e7 svart bonde · f7 svart bonde · h7 svart bonde · f6 svart löpare · g6 svart bonde · a5 svart drottning · d4 svart springare · e4 vit bonde · h4 vit drottning · b3 vit löpare · c3 vit springare · e3 vit löpare · a2 vit bonde · b2 vit bonde · c2 vit bonde · f2 vit bonde · g2 vit bonde · h2 vit bonde · a1 vit torn · f1 vit torn · g1 vit kung | a8 svart torn · c8 svart löpare · f8 svart torn · g8 svart kung · a7 svart bonde · b7 svart bonde · d7 svart bonde · e7 svart bonde · f7 svart bonde · h7 svart bonde · f6 svart löpare · g6 svart bonde · a5 svart drottning · d4 svart springare · e4 vit bonde · h4 vit drottning · b3 vit löpare · c3 vit springare · e3 vit löpare · a2 vit bonde · b2 vit bonde · c2 vit bonde · f2 vit bonde · g2 vit bonde · h2 vit bonde · a1 vit torn · f1 vit torn · g1 vit kung | a8 svart torn · c8 svart löpare · f8 svart torn · g8 svart kung · a7 svart bonde · b7 svart bonde · d7 svart bonde · e7 svart bonde · f7 svart bonde · h7 svart bonde · f6 svart löpare · g6 svart bonde · a5 svart drottning · d4 svart springare · e4 vit bonde · h4 vit drottning · b3 vit löpare · c3 vit springare · e3 vit löpare · a2 vit bonde · b2 vit bonde · c2 vit bonde · f2 vit bonde · g2 vit bonde · h2 vit bonde · a1 vit torn · f1 vit torn · g1 vit kung | a8 svart torn · c8 svart löpare · f8 svart torn · g8 svart kung · a7 svart bonde · b7 svart bonde · d7 svart bonde · e7 svart bonde · f7 svart bonde · h7 svart bonde · f6 svart löpare · g6 svart bonde · a5 svart drottning · d4 svart springare · e4 vit bonde · h4 vit drottning · b3 vit löpare · c3 vit springare · e3 vit löpare · a2 vit bonde · b2 vit bonde · c2 vit bonde · f2 vit bonde · g2 vit bonde · h2 vit bonde · a1 vit torn · f1 vit torn · g1 vit kung | a8 svart torn · c8 svart löpare · f8 svart torn · g8 svart kung · a7 svart bonde · b7 svart bonde · d7 svart bonde · e7 svart bonde · f7 svart bonde · h7 svart bonde · f6 svart löpare · g6 svart bonde · a5 svart drottning · d4 svart springare · e4 vit bonde · h4 vit drottning · b3 vit löpare · c3 vit springare · e3 vit löpare · a2 vit bonde · b2 vit bonde · c2 vit bonde · f2 vit bonde · g2 vit bonde · h2 vit bonde · a1 vit torn · f1 vit torn · g1 vit kung | 7 |
| 6 | a8 svart torn · c8 svart löpare · f8 svart torn · g8 svart kung · a7 svart bonde · b7 svart bonde · d7 svart bonde · e7 svart bonde · f7 svart bonde · h7 svart bonde · f6 svart löpare · g6 svart bonde · a5 svart drottning · d4 svart springare · e4 vit bonde · h4 vit drottning · b3 vit löpare · c3 vit springare · e3 vit löpare · a2 vit bonde · b2 vit bonde · c2 vit bonde · f2 vit bonde · g2 vit bonde · h2 vit bonde · a1 vit torn · f1 vit torn · g1 vit kung | a8 svart torn · c8 svart löpare · f8 svart torn · g8 svart kung · a7 svart bonde · b7 svart bonde · d7 svart bonde · e7 svart bonde · f7 svart bonde · h7 svart bonde · f6 svart löpare · g6 svart bonde · a5 svart drottning · d4 svart springare · e4 vit bonde · h4 vit drottning · b3 vit löpare · c3 vit springare · e3 vit löpare · a2 vit bonde · b2 vit bonde · c2 vit bonde · f2 vit bonde · g2 vit bonde · h2 vit bonde · a1 vit torn · f1 vit torn · g1 vit kung | a8 svart torn · c8 svart löpare · f8 svart torn · g8 svart kung · a7 svart bonde · b7 svart bonde · d7 svart bonde · e7 svart bonde · f7 svart bonde · h7 svart bonde · f6 svart löpare · g6 svart bonde · a5 svart drottning · d4 svart springare · e4 vit bonde · h4 vit drottning · b3 vit löpare · c3 vit springare · e3 vit löpare · a2 vit bonde · b2 vit bonde · c2 vit bonde · f2 vit bonde · g2 vit bonde · h2 vit bonde · a1 vit torn · f1 vit torn · g1 vit kung | a8 svart torn · c8 svart löpare · f8 svart torn · g8 svart kung · a7 svart bonde · b7 svart bonde · d7 svart bonde · e7 svart bonde · f7 svart bonde · h7 svart bonde · f6 svart löpare · g6 svart bonde · a5 svart drottning · d4 svart springare · e4 vit bonde · h4 vit drottning · b3 vit löpare · c3 vit springare · e3 vit löpare · a2 vit bonde · b2 vit bonde · c2 vit bonde · f2 vit bonde · g2 vit bonde · h2 vit bonde · a1 vit torn · f1 vit torn · g1 vit kung | a8 svart torn · c8 svart löpare · f8 svart torn · g8 svart kung · a7 svart bonde · b7 svart bonde · d7 svart bonde · e7 svart bonde · f7 svart bonde · h7 svart bonde · f6 svart löpare · g6 svart bonde · a5 svart drottning · d4 svart springare · e4 vit bonde · h4 vit drottning · b3 vit löpare · c3 vit springare · e3 vit löpare · a2 vit bonde · b2 vit bonde · c2 vit bonde · f2 vit bonde · g2 vit bonde · h2 vit bonde · a1 vit torn · f1 vit torn · g1 vit kung | a8 svart torn · c8 svart löpare · f8 svart torn · g8 svart kung · a7 svart bonde · b7 svart bonde · d7 svart bonde · e7 svart bonde · f7 svart bonde · h7 svart bonde · f6 svart löpare · g6 svart bonde · a5 svart drottning · d4 svart springare · e4 vit bonde · h4 vit drottning · b3 vit löpare · c3 vit springare · e3 vit löpare · a2 vit bonde · b2 vit bonde · c2 vit bonde · f2 vit bonde · g2 vit bonde · h2 vit bonde · a1 vit torn · f1 vit torn · g1 vit kung | a8 svart torn · c8 svart löpare · f8 svart torn · g8 svart kung · a7 svart bonde · b7 svart bonde · d7 svart bonde · e7 svart bonde · f7 svart bonde · h7 svart bonde · f6 svart löpare · g6 svart bonde · a5 svart drottning · d4 svart springare · e4 vit bonde · h4 vit drottning · b3 vit löpare · c3 vit springare · e3 vit löpare · a2 vit bonde · b2 vit bonde · c2 vit bonde · f2 vit bonde · g2 vit bonde · h2 vit bonde · a1 vit torn · f1 vit torn · g1 vit kung | a8 svart torn · c8 svart löpare · f8 svart torn · g8 svart kung · a7 svart bonde · b7 svart bonde · d7 svart bonde · e7 svart bonde · f7 svart bonde · h7 svart bonde · f6 svart löpare · g6 svart bonde · a5 svart drottning · d4 svart springare · e4 vit bonde · h4 vit drottning · b3 vit löpare · c3 vit springare · e3 vit löpare · a2 vit bonde · b2 vit bonde · c2 vit bonde · f2 vit bonde · g2 vit bonde · h2 vit bonde · a1 vit torn · f1 vit torn · g1 vit kung | 6 |
| 5 | a8 svart torn · c8 svart löpare · f8 svart torn · g8 svart kung · a7 svart bonde · b7 svart bonde · d7 svart bonde · e7 svart bonde · f7 svart bonde · h7 svart bonde · f6 svart löpare · g6 svart bonde · a5 svart drottning · d4 svart springare · e4 vit bonde · h4 vit drottning · b3 vit löpare · c3 vit springare · e3 vit löpare · a2 vit bonde · b2 vit bonde · c2 vit bonde · f2 vit bonde · g2 vit bonde · h2 vit bonde · a1 vit torn · f1 vit torn · g1 vit kung | a8 svart torn · c8 svart löpare · f8 svart torn · g8 svart kung · a7 svart bonde · b7 svart bonde · d7 svart bonde · e7 svart bonde · f7 svart bonde · h7 svart bonde · f6 svart löpare · g6 svart bonde · a5 svart drottning · d4 svart springare · e4 vit bonde · h4 vit drottning · b3 vit löpare · c3 vit springare · e3 vit löpare · a2 vit bonde · b2 vit bonde · c2 vit bonde · f2 vit bonde · g2 vit bonde · h2 vit bonde · a1 vit torn · f1 vit torn · g1 vit kung | a8 svart torn · c8 svart löpare · f8 svart torn · g8 svart kung · a7 svart bonde · b7 svart bonde · d7 svart bonde · e7 svart bonde · f7 svart bonde · h7 svart bonde · f6 svart löpare · g6 svart bonde · a5 svart drottning · d4 svart springare · e4 vit bonde · h4 vit drottning · b3 vit löpare · c3 vit springare · e3 vit löpare · a2 vit bonde · b2 vit bonde · c2 vit bonde · f2 vit bonde · g2 vit bonde · h2 vit bonde · a1 vit torn · f1 vit torn · g1 vit kung | a8 svart torn · c8 svart löpare · f8 svart torn · g8 svart kung · a7 svart bonde · b7 svart bonde · d7 svart bonde · e7 svart bonde · f7 svart bonde · h7 svart bonde · f6 svart löpare · g6 svart bonde · a5 svart drottning · d4 svart springare · e4 vit bonde · h4 vit drottning · b3 vit löpare · c3 vit springare · e3 vit löpare · a2 vit bonde · b2 vit bonde · c2 vit bonde · f2 vit bonde · g2 vit bonde · h2 vit bonde · a1 vit torn · f1 vit torn · g1 vit kung | a8 svart torn · c8 svart löpare · f8 svart torn · g8 svart kung · a7 svart bonde · b7 svart bonde · d7 svart bonde · e7 svart bonde · f7 svart bonde · h7 svart bonde · f6 svart löpare · g6 svart bonde · a5 svart drottning · d4 svart springare · e4 vit bonde · h4 vit drottning · b3 vit löpare · c3 vit springare · e3 vit löpare · a2 vit bonde · b2 vit bonde · c2 vit bonde · f2 vit bonde · g2 vit bonde · h2 vit bonde · a1 vit torn · f1 vit torn · g1 vit kung | a8 svart torn · c8 svart löpare · f8 svart torn · g8 svart kung · a7 svart bonde · b7 svart bonde · d7 svart bonde · e7 svart bonde · f7 svart bonde · h7 svart bonde · f6 svart löpare · g6 svart bonde · a5 svart drottning · d4 svart springare · e4 vit bonde · h4 vit drottning · b3 vit löpare · c3 vit springare · e3 vit löpare · a2 vit bonde · b2 vit bonde · c2 vit bonde · f2 vit bonde · g2 vit bonde · h2 vit bonde · a1 vit torn · f1 vit torn · g1 vit kung | a8 svart torn · c8 svart löpare · f8 svart torn · g8 svart kung · a7 svart bonde · b7 svart bonde · d7 svart bonde · e7 svart bonde · f7 svart bonde · h7 svart bonde · f6 svart löpare · g6 svart bonde · a5 svart drottning · d4 svart springare · e4 vit bonde · h4 vit drottning · b3 vit löpare · c3 vit springare · e3 vit löpare · a2 vit bonde · b2 vit bonde · c2 vit bonde · f2 vit bonde · g2 vit bonde · h2 vit bonde · a1 vit torn · f1 vit torn · g1 vit kung | a8 svart torn · c8 svart löpare · f8 svart torn · g8 svart kung · a7 svart bonde · b7 svart bonde · d7 svart bonde · e7 svart bonde · f7 svart bonde · h7 svart bonde · f6 svart löpare · g6 svart bonde · a5 svart drottning · d4 svart springare · e4 vit bonde · h4 vit drottning · b3 vit löpare · c3 vit springare · e3 vit löpare · a2 vit bonde · b2 vit bonde · c2 vit bonde · f2 vit bonde · g2 vit bonde · h2 vit bonde · a1 vit torn · f1 vit torn · g1 vit kung | 5 |
| 4 | a8 svart torn · c8 svart löpare · f8 svart torn · g8 svart kung · a7 svart bonde · b7 svart bonde · d7 svart bonde · e7 svart bonde · f7 svart bonde · h7 svart bonde · f6 svart löpare · g6 svart bonde · a5 svart drottning · d4 svart springare · e4 vit bonde · h4 vit drottning · b3 vit löpare · c3 vit springare · e3 vit löpare · a2 vit bonde · b2 vit bonde · c2 vit bonde · f2 vit bonde · g2 vit bonde · h2 vit bonde · a1 vit torn · f1 vit torn · g1 vit kung | a8 svart torn · c8 svart löpare · f8 svart torn · g8 svart kung · a7 svart bonde · b7 svart bonde · d7 svart bonde · e7 svart bonde · f7 svart bonde · h7 svart bonde · f6 svart löpare · g6 svart bonde · a5 svart drottning · d4 svart springare · e4 vit bonde · h4 vit drottning · b3 vit löpare · c3 vit springare · e3 vit löpare · a2 vit bonde · b2 vit bonde · c2 vit bonde · f2 vit bonde · g2 vit bonde · h2 vit bonde · a1 vit torn · f1 vit torn · g1 vit kung | a8 svart torn · c8 svart löpare · f8 svart torn · g8 svart kung · a7 svart bonde · b7 svart bonde · d7 svart bonde · e7 svart bonde · f7 svart bonde · h7 svart bonde · f6 svart löpare · g6 svart bonde · a5 svart drottning · d4 svart springare · e4 vit bonde · h4 vit drottning · b3 vit löpare · c3 vit springare · e3 vit löpare · a2 vit bonde · b2 vit bonde · c2 vit bonde · f2 vit bonde · g2 vit bonde · h2 vit bonde · a1 vit torn · f1 vit torn · g1 vit kung | a8 svart torn · c8 svart löpare · f8 svart torn · g8 svart kung · a7 svart bonde · b7 svart bonde · d7 svart bonde · e7 svart bonde · f7 svart bonde · h7 svart bonde · f6 svart löpare · g6 svart bonde · a5 svart drottning · d4 svart springare · e4 vit bonde · h4 vit drottning · b3 vit löpare · c3 vit springare · e3 vit löpare · a2 vit bonde · b2 vit bonde · c2 vit bonde · f2 vit bonde · g2 vit bonde · h2 vit bonde · a1 vit torn · f1 vit torn · g1 vit kung | a8 svart torn · c8 svart löpare · f8 svart torn · g8 svart kung · a7 svart bonde · b7 svart bonde · d7 svart bonde · e7 svart bonde · f7 svart bonde · h7 svart bonde · f6 svart löpare · g6 svart bonde · a5 svart drottning · d4 svart springare · e4 vit bonde · h4 vit drottning · b3 vit löpare · c3 vit springare · e3 vit löpare · a2 vit bonde · b2 vit bonde · c2 vit bonde · f2 vit bonde · g2 vit bonde · h2 vit bonde · a1 vit torn · f1 vit torn · g1 vit kung | a8 svart torn · c8 svart löpare · f8 svart torn · g8 svart kung · a7 svart bonde · b7 svart bonde · d7 svart bonde · e7 svart bonde · f7 svart bonde · h7 svart bonde · f6 svart löpare · g6 svart bonde · a5 svart drottning · d4 svart springare · e4 vit bonde · h4 vit drottning · b3 vit löpare · c3 vit springare · e3 vit löpare · a2 vit bonde · b2 vit bonde · c2 vit bonde · f2 vit bonde · g2 vit bonde · h2 vit bonde · a1 vit torn · f1 vit torn · g1 vit kung | a8 svart torn · c8 svart löpare · f8 svart torn · g8 svart kung · a7 svart bonde · b7 svart bonde · d7 svart bonde · e7 svart bonde · f7 svart bonde · h7 svart bonde · f6 svart löpare · g6 svart bonde · a5 svart drottning · d4 svart springare · e4 vit bonde · h4 vit drottning · b3 vit löpare · c3 vit springare · e3 vit löpare · a2 vit bonde · b2 vit bonde · c2 vit bonde · f2 vit bonde · g2 vit bonde · h2 vit bonde · a1 vit torn · f1 vit torn · g1 vit kung | a8 svart torn · c8 svart löpare · f8 svart torn · g8 svart kung · a7 svart bonde · b7 svart bonde · d7 svart bonde · e7 svart bonde · f7 svart bonde · h7 svart bonde · f6 svart löpare · g6 svart bonde · a5 svart drottning · d4 svart springare · e4 vit bonde · h4 vit drottning · b3 vit löpare · c3 vit springare · e3 vit löpare · a2 vit bonde · b2 vit bonde · c2 vit bonde · f2 vit bonde · g2 vit bonde · h2 vit bonde · a1 vit torn · f1 vit torn · g1 vit kung | 4 |
| 3 | a8 svart torn · c8 svart löpare · f8 svart torn · g8 svart kung · a7 svart bonde · b7 svart bonde · d7 svart bonde · e7 svart bonde · f7 svart bonde · h7 svart bonde · f6 svart löpare · g6 svart bonde · a5 svart drottning · d4 svart springare · e4 vit bonde · h4 vit drottning · b3 vit löpare · c3 vit springare · e3 vit löpare · a2 vit bonde · b2 vit bonde · c2 vit bonde · f2 vit bonde · g2 vit bonde · h2 vit bonde · a1 vit torn · f1 vit torn · g1 vit kung | a8 svart torn · c8 svart löpare · f8 svart torn · g8 svart kung · a7 svart bonde · b7 svart bonde · d7 svart bonde · e7 svart bonde · f7 svart bonde · h7 svart bonde · f6 svart löpare · g6 svart bonde · a5 svart drottning · d4 svart springare · e4 vit bonde · h4 vit drottning · b3 vit löpare · c3 vit springare · e3 vit löpare · a2 vit bonde · b2 vit bonde · c2 vit bonde · f2 vit bonde · g2 vit bonde · h2 vit bonde · a1 vit torn · f1 vit torn · g1 vit kung | a8 svart torn · c8 svart löpare · f8 svart torn · g8 svart kung · a7 svart bonde · b7 svart bonde · d7 svart bonde · e7 svart bonde · f7 svart bonde · h7 svart bonde · f6 svart löpare · g6 svart bonde · a5 svart drottning · d4 svart springare · e4 vit bonde · h4 vit drottning · b3 vit löpare · c3 vit springare · e3 vit löpare · a2 vit bonde · b2 vit bonde · c2 vit bonde · f2 vit bonde · g2 vit bonde · h2 vit bonde · a1 vit torn · f1 vit torn · g1 vit kung | a8 svart torn · c8 svart löpare · f8 svart torn · g8 svart kung · a7 svart bonde · b7 svart bonde · d7 svart bonde · e7 svart bonde · f7 svart bonde · h7 svart bonde · f6 svart löpare · g6 svart bonde · a5 svart drottning · d4 svart springare · e4 vit bonde · h4 vit drottning · b3 vit löpare · c3 vit springare · e3 vit löpare · a2 vit bonde · b2 vit bonde · c2 vit bonde · f2 vit bonde · g2 vit bonde · h2 vit bonde · a1 vit torn · f1 vit torn · g1 vit kung | a8 svart torn · c8 svart löpare · f8 svart torn · g8 svart kung · a7 svart bonde · b7 svart bonde · d7 svart bonde · e7 svart bonde · f7 svart bonde · h7 svart bonde · f6 svart löpare · g6 svart bonde · a5 svart drottning · d4 svart springare · e4 vit bonde · h4 vit drottning · b3 vit löpare · c3 vit springare · e3 vit löpare · a2 vit bonde · b2 vit bonde · c2 vit bonde · f2 vit bonde · g2 vit bonde · h2 vit bonde · a1 vit torn · f1 vit torn · g1 vit kung | a8 svart torn · c8 svart löpare · f8 svart torn · g8 svart kung · a7 svart bonde · b7 svart bonde · d7 svart bonde · e7 svart bonde · f7 svart bonde · h7 svart bonde · f6 svart löpare · g6 svart bonde · a5 svart drottning · d4 svart springare · e4 vit bonde · h4 vit drottning · b3 vit löpare · c3 vit springare · e3 vit löpare · a2 vit bonde · b2 vit bonde · c2 vit bonde · f2 vit bonde · g2 vit bonde · h2 vit bonde · a1 vit torn · f1 vit torn · g1 vit kung | a8 svart torn · c8 svart löpare · f8 svart torn · g8 svart kung · a7 svart bonde · b7 svart bonde · d7 svart bonde · e7 svart bonde · f7 svart bonde · h7 svart bonde · f6 svart löpare · g6 svart bonde · a5 svart drottning · d4 svart springare · e4 vit bonde · h4 vit drottning · b3 vit löpare · c3 vit springare · e3 vit löpare · a2 vit bonde · b2 vit bonde · c2 vit bonde · f2 vit bonde · g2 vit bonde · h2 vit bonde · a1 vit torn · f1 vit torn · g1 vit kung | a8 svart torn · c8 svart löpare · f8 svart torn · g8 svart kung · a7 svart bonde · b7 svart bonde · d7 svart bonde · e7 svart bonde · f7 svart bonde · h7 svart bonde · f6 svart löpare · g6 svart bonde · a5 svart drottning · d4 svart springare · e4 vit bonde · h4 vit drottning · b3 vit löpare · c3 vit springare · e3 vit löpare · a2 vit bonde · b2 vit bonde · c2 vit bonde · f2 vit bonde · g2 vit bonde · h2 vit bonde · a1 vit torn · f1 vit torn · g1 vit kung | 3 |
| 2 | a8 svart torn · c8 svart löpare · f8 svart torn · g8 svart kung · a7 svart bonde · b7 svart bonde · d7 svart bonde · e7 svart bonde · f7 svart bonde · h7 svart bonde · f6 svart löpare · g6 svart bonde · a5 svart drottning · d4 svart springare · e4 vit bonde · h4 vit drottning · b3 vit löpare · c3 vit springare · e3 vit löpare · a2 vit bonde · b2 vit bonde · c2 vit bonde · f2 vit bonde · g2 vit bonde · h2 vit bonde · a1 vit torn · f1 vit torn · g1 vit kung | a8 svart torn · c8 svart löpare · f8 svart torn · g8 svart kung · a7 svart bonde · b7 svart bonde · d7 svart bonde · e7 svart bonde · f7 svart bonde · h7 svart bonde · f6 svart löpare · g6 svart bonde · a5 svart drottning · d4 svart springare · e4 vit bonde · h4 vit drottning · b3 vit löpare · c3 vit springare · e3 vit löpare · a2 vit bonde · b2 vit bonde · c2 vit bonde · f2 vit bonde · g2 vit bonde · h2 vit bonde · a1 vit torn · f1 vit torn · g1 vit kung | a8 svart torn · c8 svart löpare · f8 svart torn · g8 svart kung · a7 svart bonde · b7 svart bonde · d7 svart bonde · e7 svart bonde · f7 svart bonde · h7 svart bonde · f6 svart löpare · g6 svart bonde · a5 svart drottning · d4 svart springare · e4 vit bonde · h4 vit drottning · b3 vit löpare · c3 vit springare · e3 vit löpare · a2 vit bonde · b2 vit bonde · c2 vit bonde · f2 vit bonde · g2 vit bonde · h2 vit bonde · a1 vit torn · f1 vit torn · g1 vit kung | a8 svart torn · c8 svart löpare · f8 svart torn · g8 svart kung · a7 svart bonde · b7 svart bonde · d7 svart bonde · e7 svart bonde · f7 svart bonde · h7 svart bonde · f6 svart löpare · g6 svart bonde · a5 svart drottning · d4 svart springare · e4 vit bonde · h4 vit drottning · b3 vit löpare · c3 vit springare · e3 vit löpare · a2 vit bonde · b2 vit bonde · c2 vit bonde · f2 vit bonde · g2 vit bonde · h2 vit bonde · a1 vit torn · f1 vit torn · g1 vit kung | a8 svart torn · c8 svart löpare · f8 svart torn · g8 svart kung · a7 svart bonde · b7 svart bonde · d7 svart bonde · e7 svart bonde · f7 svart bonde · h7 svart bonde · f6 svart löpare · g6 svart bonde · a5 svart drottning · d4 svart springare · e4 vit bonde · h4 vit drottning · b3 vit löpare · c3 vit springare · e3 vit löpare · a2 vit bonde · b2 vit bonde · c2 vit bonde · f2 vit bonde · g2 vit bonde · h2 vit bonde · a1 vit torn · f1 vit torn · g1 vit kung | a8 svart torn · c8 svart löpare · f8 svart torn · g8 svart kung · a7 svart bonde · b7 svart bonde · d7 svart bonde · e7 svart bonde · f7 svart bonde · h7 svart bonde · f6 svart löpare · g6 svart bonde · a5 svart drottning · d4 svart springare · e4 vit bonde · h4 vit drottning · b3 vit löpare · c3 vit springare · e3 vit löpare · a2 vit bonde · b2 vit bonde · c2 vit bonde · f2 vit bonde · g2 vit bonde · h2 vit bonde · a1 vit torn · f1 vit torn · g1 vit kung | a8 svart torn · c8 svart löpare · f8 svart torn · g8 svart kung · a7 svart bonde · b7 svart bonde · d7 svart bonde · e7 svart bonde · f7 svart bonde · h7 svart bonde · f6 svart löpare · g6 svart bonde · a5 svart drottning · d4 svart springare · e4 vit bonde · h4 vit drottning · b3 vit löpare · c3 vit springare · e3 vit löpare · a2 vit bonde · b2 vit bonde · c2 vit bonde · f2 vit bonde · g2 vit bonde · h2 vit bonde · a1 vit torn · f1 vit torn · g1 vit kung | a8 svart torn · c8 svart löpare · f8 svart torn · g8 svart kung · a7 svart bonde · b7 svart bonde · d7 svart bonde · e7 svart bonde · f7 svart bonde · h7 svart bonde · f6 svart löpare · g6 svart bonde · a5 svart drottning · d4 svart springare · e4 vit bonde · h4 vit drottning · b3 vit löpare · c3 vit springare · e3 vit löpare · a2 vit bonde · b2 vit bonde · c2 vit bonde · f2 vit bonde · g2 vit bonde · h2 vit bonde · a1 vit torn · f1 vit torn · g1 vit kung | 2 |
| 1 | a8 svart torn · c8 svart löpare · f8 svart torn · g8 svart kung · a7 svart bonde · b7 svart bonde · d7 svart bonde · e7 svart bonde · f7 svart bonde · h7 svart bonde · f6 svart löpare · g6 svart bonde · a5 svart drottning · d4 svart springare · e4 vit bonde · h4 vit drottning · b3 vit löpare · c3 vit springare · e3 vit löpare · a2 vit bonde · b2 vit bonde · c2 vit bonde · f2 vit bonde · g2 vit bonde · h2 vit bonde · a1 vit torn · f1 vit torn · g1 vit kung | a8 svart torn · c8 svart löpare · f8 svart torn · g8 svart kung · a7 svart bonde · b7 svart bonde · d7 svart bonde · e7 svart bonde · f7 svart bonde · h7 svart bonde · f6 svart löpare · g6 svart bonde · a5 svart drottning · d4 svart springare · e4 vit bonde · h4 vit drottning · b3 vit löpare · c3 vit springare · e3 vit löpare · a2 vit bonde · b2 vit bonde · c2 vit bonde · f2 vit bonde · g2 vit bonde · h2 vit bonde · a1 vit torn · f1 vit torn · g1 vit kung | a8 svart torn · c8 svart löpare · f8 svart torn · g8 svart kung · a7 svart bonde · b7 svart bonde · d7 svart bonde · e7 svart bonde · f7 svart bonde · h7 svart bonde · f6 svart löpare · g6 svart bonde · a5 svart drottning · d4 svart springare · e4 vit bonde · h4 vit drottning · b3 vit löpare · c3 vit springare · e3 vit löpare · a2 vit bonde · b2 vit bonde · c2 vit bonde · f2 vit bonde · g2 vit bonde · h2 vit bonde · a1 vit torn · f1 vit torn · g1 vit kung | a8 svart torn · c8 svart löpare · f8 svart torn · g8 svart kung · a7 svart bonde · b7 svart bonde · d7 svart bonde · e7 svart bonde · f7 svart bonde · h7 svart bonde · f6 svart löpare · g6 svart bonde · a5 svart drottning · d4 svart springare · e4 vit bonde · h4 vit drottning · b3 vit löpare · c3 vit springare · e3 vit löpare · a2 vit bonde · b2 vit bonde · c2 vit bonde · f2 vit bonde · g2 vit bonde · h2 vit bonde · a1 vit torn · f1 vit torn · g1 vit kung | a8 svart torn · c8 svart löpare · f8 svart torn · g8 svart kung · a7 svart bonde · b7 svart bonde · d7 svart bonde · e7 svart bonde · f7 svart bonde · h7 svart bonde · f6 svart löpare · g6 svart bonde · a5 svart drottning · d4 svart springare · e4 vit bonde · h4 vit drottning · b3 vit löpare · c3 vit springare · e3 vit löpare · a2 vit bonde · b2 vit bonde · c2 vit bonde · f2 vit bonde · g2 vit bonde · h2 vit bonde · a1 vit torn · f1 vit torn · g1 vit kung | a8 svart torn · c8 svart löpare · f8 svart torn · g8 svart kung · a7 svart bonde · b7 svart bonde · d7 svart bonde · e7 svart bonde · f7 svart bonde · h7 svart bonde · f6 svart löpare · g6 svart bonde · a5 svart drottning · d4 svart springare · e4 vit bonde · h4 vit drottning · b3 vit löpare · c3 vit springare · e3 vit löpare · a2 vit bonde · b2 vit bonde · c2 vit bonde · f2 vit bonde · g2 vit bonde · h2 vit bonde · a1 vit torn · f1 vit torn · g1 vit kung | a8 svart torn · c8 svart löpare · f8 svart torn · g8 svart kung · a7 svart bonde · b7 svart bonde · d7 svart bonde · e7 svart bonde · f7 svart bonde · h7 svart bonde · f6 svart löpare · g6 svart bonde · a5 svart drottning · d4 svart springare · e4 vit bonde · h4 vit drottning · b3 vit löpare · c3 vit springare · e3 vit löpare · a2 vit bonde · b2 vit bonde · c2 vit bonde · f2 vit bonde · g2 vit bonde · h2 vit bonde · a1 vit torn · f1 vit torn · g1 vit kung | a8 svart torn · c8 svart löpare · f8 svart torn · g8 svart kung · a7 svart bonde · b7 svart bonde · d7 svart bonde · e7 svart bonde · f7 svart bonde · h7 svart bonde · f6 svart löpare · g6 svart bonde · a5 svart drottning · d4 svart springare · e4 vit bonde · h4 vit drottning · b3 vit löpare · c3 vit springare · e3 vit löpare · a2 vit bonde · b2 vit bonde · c2 vit bonde · f2 vit bonde · g2 vit bonde · h2 vit bonde · a1 vit torn · f1 vit torn · g1 vit kung | 1 |
|   | a | b | c | d | e | f | g | h |   |

Ett schackdiagram är en grafisk representation av en viss position i ett parti genom att använda standardiserade symboler och notationer. Det används ofta i schackpublikationer som ett vertyg för visualisering eller för att hjälpa läsaren att verifiera att de tittar på rätt position på sitt bräde eller dator. Oftast används symboler som liknar Stauntonpjäserna, men ett flertal olika typsnitt har använts genom århundradena.
FEN-notation kan användas för att representera en position utan grafik, det vill säga att man endast av bokstäver och siffror för att beskriva dragen.

## Exempel

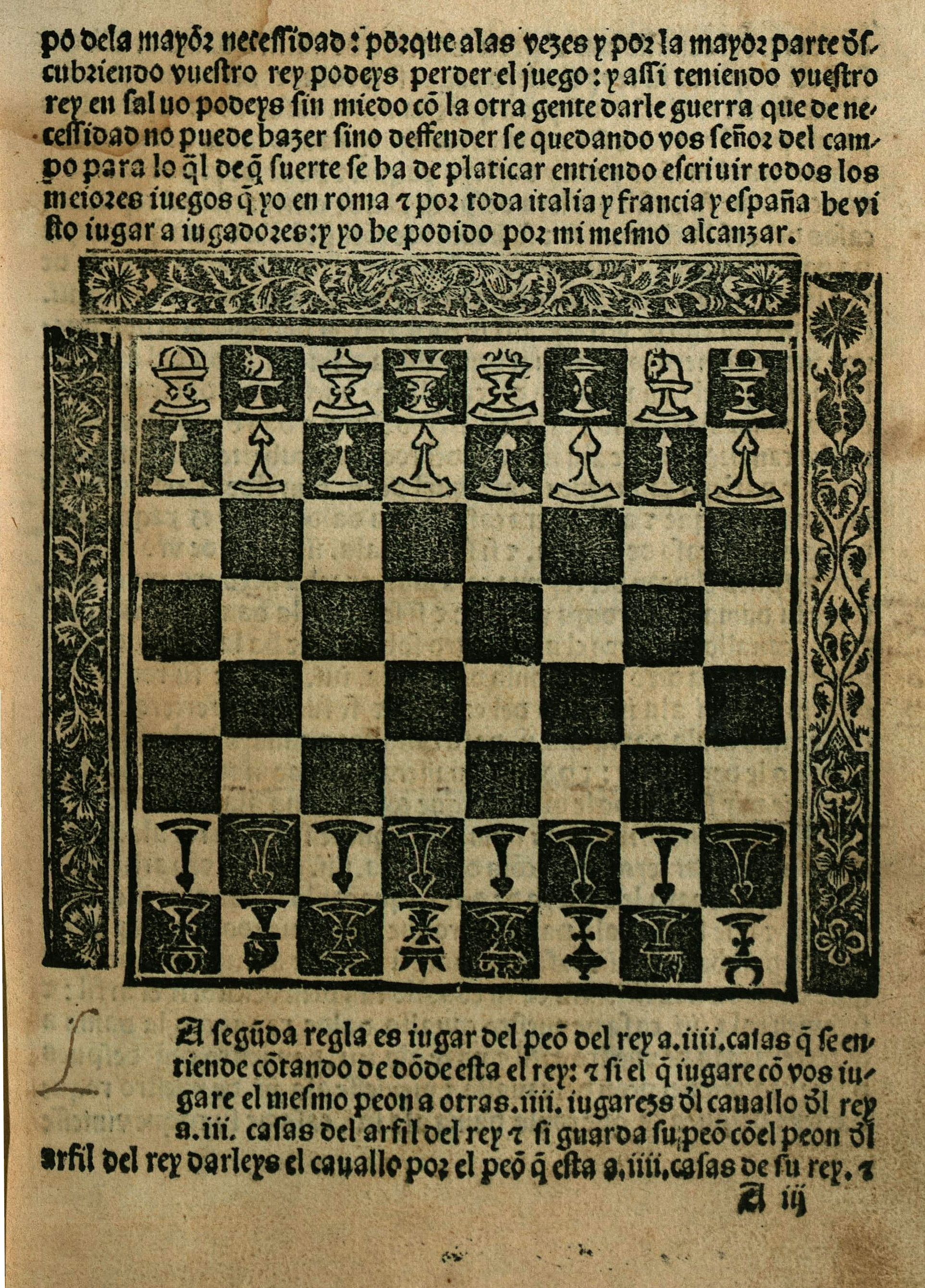
En sida ur Repetición de amor y Arte de ajedrez med ett schackdiagram från 1476.
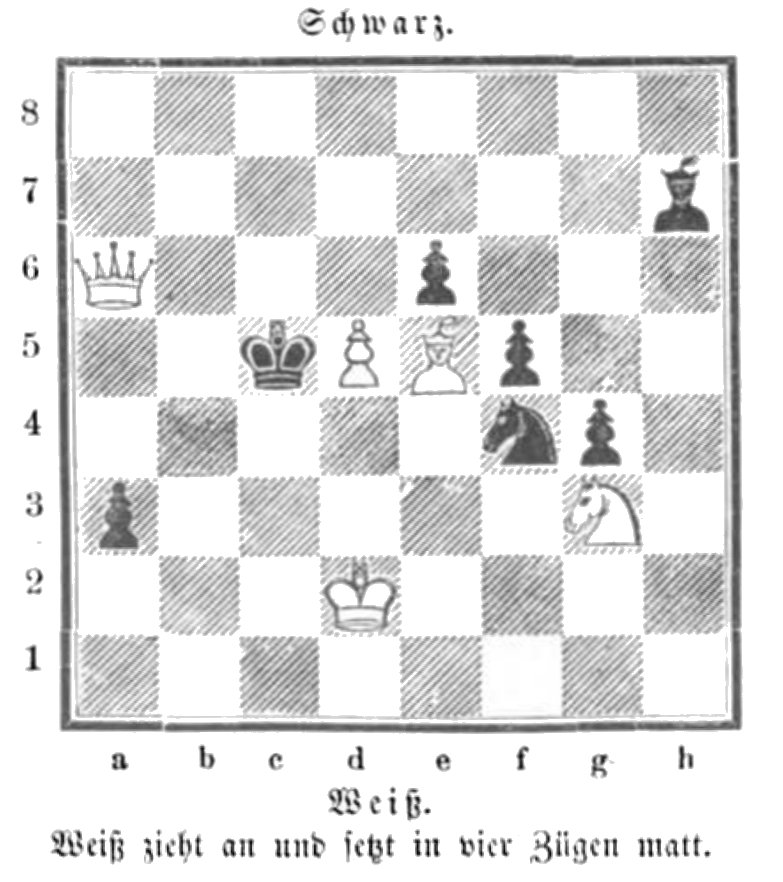
Bild av ett schackdiagram från den tyska tidningen Die Gartenlaube från 1860.
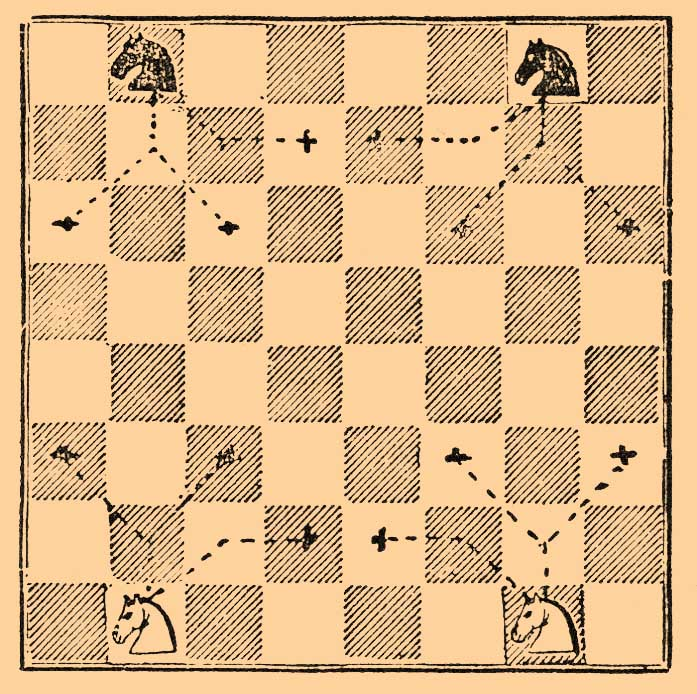
Bild ur Brockhaus and Efron Encyclopedic Dictionary från 1890−1907.
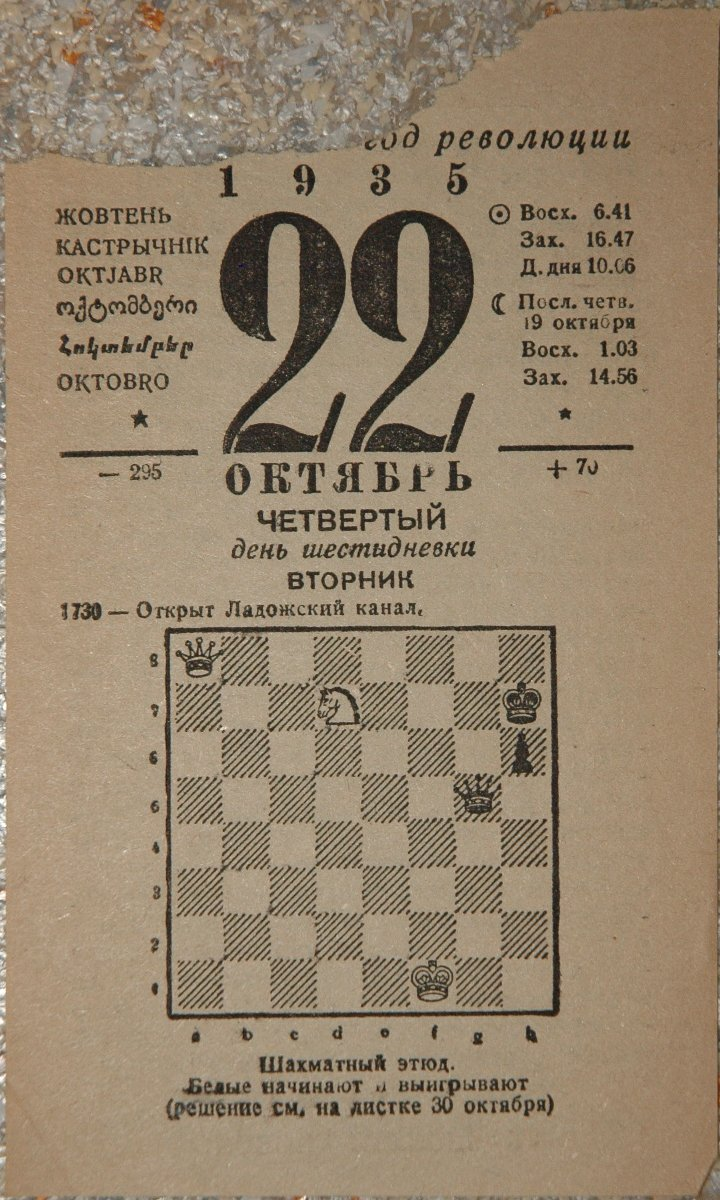
En sida för 22 oktober 1935 ur en sovjetisk kalender från 1934.

## Vidareläsning
- Hooper, David; Whyld, Kenneth (1992), The Oxford Companion to Chess (2), Oxford University Press, s. 108, ISBN 0-19-280049-3